# Sven Delblanc
Sven Delblanc (ur. 26 maja 1931, Swan River, Manitoba, Kanada, zm. 15 grudnia 1992 w Upsalli) – szwedzki pisarz i literaturoznawca.

## Elementy biograficzne
Urodził się w Kanadzie, ale dorastał w Trosie w Szwecji. Rodzice przyszłego pisarza się rozwiedli. Studiował na Uniwersytecie w Uppsali. Jego kariera naukowa doprowadziła go do stanowiska docenta historii literatury na tejże uczelni. Był również wykładowcą w Stanach Zjednoczonych.

## Nagrody i wyróżnienia
- Aftonbladets litteraturpris (1965)
- BMF-plaketten (1970)
- Svenska Dagbladets litteraturpris (1970)
- Litteraturfrämjandets stora romanpris (1970)
- Zornpriset (1970)
- Sixten Heymans pris (1974)
- BMF-plaketten (1981)
- Nagroda literacka Rady Nordyckiej (1982) za Samuels Bok[1]
- Övralidspriset (1985)
- Pilotpriset (1986)
- Kellgrenpriset (1989)
- Augustpriset (1991)
- BMF-plaketten (1991)
- Gerard Bonniers pris (1992)

## Twórczość
Delblanc nie unika eksperymentów, często stara się naruszyć ciasne ramy estetyki realizmu. Chętnie sięga do groteski, alegorii, ironii i komizmu. Nie brak u niego odwołań do europejskiej tradycji literackiej. W swej prozie zajmuje się przede wszystkim tematem wolności człowieka i wolności sztuki. Delblanc jest też autorem książek reportażowych, słuchowisk radiowych i widowisk telewizyjnych.

### Proza epicka
| - 1962 Eremitkräftan - 1963 Prästkappan - 1965 Homunculus - 1965 Ära och minne - 1966 Noc generała (Generalens natt) - 1967 Nattresa - 1969 Åsnebrygga - 1970 Rzeka pamięci (Åminne) - 1971 Zahak - 1972 Żona pastora (fragment oryginału) (Trampa vatten) - 1973 Teatern brinner - 1973 Stenfågel - 1973 Primavera - 1974 Vinteride - 1976 Stadsporten - 1977 Grottmannen - 1977 Morgonstjärnan - 1978 Gunnar Emmanuel – opowiadanie bez czasu (Gunnar Emmanuel – en tidlös berättelse) - 1978 Gröna vintern - 1978 Den arme Richard | - 1979 Kära farmor - 1979 Stormhatten: Tre Strindbergsstudier - 1980 Speranza - 1980 Treklöver: Hjalmar Bergman, Birger Sjöberg, Vilhelm Mober - 1981 Samuels bok - 1982 Samuels döttrar - 1982 Senecas död - 1983 Noc nad Jeruzalem (Jerusalems natt) - 1984 Kanaans land - 1985 Maria ensam - 1986 Fågelfrö - 1987 Moria land - 1988 Änkan - 1988 Damiens - 1990 Ifigenia - 1991 Livets ax - 1991 Slutord - 1992 Homerisk hemkomst: Två essäer om Iliaden och Odysséen - 1993 Agnar |

### Dramaty
- 1977 Kastrater